# 유리 빌로노흐
유리 흐리호로비치 빌로노흐(우크라이나어: Ю́рій Григо́рович Білоно́г, 1974년 3월 9일~)는 우크라이나의 은퇴한 육상 선수로 주 종목은 포환던지기이다.

## 생애
현재의 우크라이나 수미주 빌로필랴에서 태어난 그는 그의 첫 코치인 블라디미르 벨리코프가 지도를 맡은 빌로필랴 유소년 스포츠 학교에서 육상을 시작했다. 그는 2002년 뮌헨에서 열린 2002년 유럽 선수권 대회에서 금메달을 획득했고, 2003년 파리에서 열린 2003년 세계 선수권 대회에서 동메달을 획득했다.
빌로노흐는 아테네에서 열린 2004년 하계 올림픽에서 금메달을 획득했지만, 이 메달은 2012년 도핑 재검사로 인해 도핑 사실이 드러나면서 박탈되었다.